# Шахтні виски

Шахтні виски (рос. шахтные отвесы, англ. mine sights (bobs,  plumb bobs); нім. Grubenlote n pl, Grubensenkbleie n pl, Grubensenkrechten f pl) — виски, які використовують при виконанні операцій проходження й армування шахтних стволів та ін. вертикальних виробок. У комплект шахтного виска входять трос, вантаж, лебідка, пристрій для центрування, обмежувачі розгойдування.